# Tomasz Lubaszka
Tomasz Lubaszka (ur. 4 maja 1961 w Lublińcu) – polski artysta malarz. 

## Życiorys
Ukończył Liceum Ogólnokształcące w Lublińcu w klasie o profilu humanistycznym. Od 1980 do 1984 roku studiował w Wyższej Szkole Pedagogicznej w Częstochowie w Instytucie Wychowania Artystycznego. Dyplom z malarstwa obronił w pracowni profesora Wincentego Maszkowskiego w 1985 roku. W latach 1984–1986 pracował w macierzystej uczelni jako stażysta-asystent.

## Nagrody i wyróżnienia
- 1986 Ogólnopolska Wystawa Malarska "Bielska Jesień 1986" – Bielsko-Biała – nagroda
- 1987 Ogólnopolska Wystawa Malarska "Bielska Jesień 1987" – Bielsko-Biała – nagroda
- 1988 Ogólnopolski Konkurs Malarski na obraz im. Jana Spychalskiego – Poznań – nagroda
- 1989 Ogólnopolski Konkurs Malarski im. Zygmunta R. Pomorskiego – Katowice – nagroda
- 1990 Integracje Plastyczne, BWA – Częstochowa – nagroda
- 1994 II Triennale Plastyki "Sacrum" – Częstochowa – wyróżnienie
- 1994 Ogólnopolska Wystawa "Muzyka w Malarstwie" – Tychy – nagroda
- 1997 II Jesienny Salon Plastyki – Ostrowiec Świętokrzyski – wyróżnienie

## Wystawy indywidualne
- 1986 Galeria "Wieża Ciśnień" – Kalisz
- 1989 Galeria "A.M." – Düsseldorf (Niemcy)
- 1990 "Art Gallery Catarina" – Malmö (Szwecja)
- 1990 Galeria Sztuki Współczesnej. A. Patrzyk – Częstochowa
- 1992 "Galeria Wzgórze" – Bielsko-Biała
- 1992 BWA – Częstochowa
- 1992 Galeria "Bon Art" – Częstochowa
- 1992 Galeria Sztuki Współczesnej – Opole
- 1992 Yandergeeten Art. Gallery – Antwerpia (Belgia)
- 1994 Galeria "Gojowy" – Krefeld (Niemcy)
- 1994 Galeria "Ipomal" – Landgraf (Holandia)
- 1994 Galeria "Klostermuehle" – Hude, Brema (Niemcy)
- 1994 Galeria I.G. – Vechta (Niemcy)
- 1994 Kardinal von Galen Haus – Cloppenburd (Niemcy)
- 1996 "Club des Cards" – Lyon (Francja), wystawa wspólna z Grażyną Lubaszka i Tomaszem Sętowskim
- 1996 Miejska Galeria Sztuki – Częstochowa
- 1996 Muzeum Miejskie Kromeriz – Kromeriz (Czechy), wystawa malarstwa oraz rzeźby Jerzego Fobera
- 1997 "ABC Gallery", Poznań
- 1997 "Galeria 9" – Praga (Czechy), wystawa wspólna z rzeźbą Anny Stawiarskiej i Edmunda Muca
- 1998 "Sielska Gallery" – Strasbourg (Francja)
- 1998 BWA – Zakopane, wystawa "Dialog" – wraz z rzeźbą Jerzego Fobera i malarstwo Ireneusza Bęca i Adama Molędy
- 1998 Galeria "Uniwersytecka" – Cieszyn, wystawa "Trzy Marie" – rzeźby Jerzego Fobera
- 1999 "ABC Gallery", Poznań, wystawa "Trzy Marie" – rzeźby Jerzego Fobera i malarstwo Ireneusza Bęca i Adama Molędy
- 1999 "Stawski Gallery" – Kraków
- 1999 BWA – Bydgoszcz, wystawa "Dialog" – wraz z rzeźbą Jerzego Fobera
- 1999 BWA – Gorzów Wielkopolski, wystawa "Dialog" – wraz z rzeźbą Jerzego Fobera
- 1999 Dominik Roztworowski Gallery – Kraków, wystawa "Trzy Marie" – rzeźby Jerzego Fobera i malarstwo Ireneusza Bęca i Adama Molędy
- 1999 Galeria "Gaude Mater" – Częstochowa, wystawa "Trzy Marie" – rzeźby Jerzego Fobera i malarstwo Ireneusza Bęca i Adama Molędy
- 1999 Galeria ASP – Kraków, wystawa "Trzy Marie" – rzeźby Jerzego Fobera i malarstwo Ireneusza Bęca i Adama Molędy
- 2000 "Galeria Ciasna" – Jastrzębie, "Przyjaciele" wystawa wspólna z Dariuszem Milińskim
- 2000 Art. Gallery Krystyna Kowalska – Wrocław, "Przyjaciele" wystawa wspólna z Dariuszem Milińskim
- 2000 Galeria "Dialog" – Kostrzyn n. Odrą
- 2000 Galeria "Dialog" – Kostrzyn n. Odrą, "Przyjaciele" wystawa wspólna z Dariuszem Milińskim
- 2000 Galeria Sztuki Współczesnej – Rybnik, "Przyjaciele" wystawa wspólna z Dariuszem Milińskim
- 2000 Kraków Genius Loci – Praga (Czechy), wystawa wspólna z Jerzym Foberem, Aliną i Ireneuszem Bencami
- 2000 Miejska Galeria Sztuki – Częstochowa, wystawa "Dialog" – wraz z rzeźbą Jerzego Fobera
- 2000 Świdnicki Ośrodek Kultury. Galeria Fotografii – Świdnica, "Przyjaciele" wystawa wspólna z Dariuszem Milińskim
- 2001 "Galeria Anna Iglińska" – Kraków
- 2001 Galeria "Dialog" – Kostrzyn n. Odrą, wraz Grażyną Lubaszka
- 2001 Galeria "Obok" – Tychy, "Przyjaciele", wystawa wspólna z Dariuszem Milińskim
- 2001 Galeria KVHS – Ludwigshafen (Niemcy), wraz Grażyną Lubaszka
- 2002 Puławska Galeria Sztuki – Puławy
- 2004 Bresan Gallery – Split (Chorwacja)
- 2005 Galeria W&B – Barbara Warzeńska – Szczecin, wraz z Grażyną Lubaszka
- 2007 "Duo L'evidence du mystere" – Galerie Republique SAG – Galeria Saint-Dizier, Francja
- 2010 Galeria Sztuki Współczesnej – Biała Podlaska
- 2010 Pejzaże magiczne – Galeria "J" – Łódź
- 2013 Galeria Konduktorownia – Częstochowa
- 2014 Galeria Sztuki Współczesnej BWA – Olkusz
- 2014 Galeria Of-art – Częstochowa

## Wystawy zbiorowe
- 1986 Festiwal Polskiego Malarstwa Współczesnego – Szczecin
- 1986 Konkurs Malarski na Obraz imienia J. Spychalskiego – Poznań
- 1986 Wystawa Malarstwa "Bielska Jesień" – Bielsko-Biała
- 1987 Konkurs Malarski na Obraz imienia J. Spychalskiego – Poznań
- 1987 Konkurs Malarski na Obraz imienia R. Pomorskiego – Katowice
- 1987 Wystawa Malarstwa "Bielska Jesień" – Bielsko-Biała
- 1988 Festiwal Polskiego Malarstwa Współczesnego – Szczecin
- 1988 Konkurs Malarski na Obraz imienia J. Spychalskiego – Poznań
- 1988 Wystawa Diecezjalna "Rodzinny Dom" – Częstochowa
- 1988 Wystawa Młodej Plastyki "Arsenał" – Warszawa
- 1989 Konkurs Malarski na Obraz imienia R. Pomorskiego – Katowice
- 1989 Wystawa Malarstwa. Stadtmuseum – Getynga (Niemcy)
- 1989 Wystawa Sztuki Sakralnej – New York (USA)
- 1990 Wystawa Malarstwa "Bielska Jesień" – Bielsko-Biała
- 1990 Wystawa Środowiskowa "Integracje Plastyczne" – Częstochowa
- 1991 "12 Malarzy z Częstochowy" – Warszawa
- 1991 l Ogólnopolski Konkurs Plastyczny "Częstochowa '91" – Częstochowa
- 1991 l Ogólnopolski Konkurs Plastyczny "Częstochowa '91". Miejsce – Kolekcja Chwili – Częstochowa
- 1991 l Triennale Plastyki "Sacrum" – Częstochowa
- 1991 Wystawa Malarstwa "Bielska Jesień" – Bielsko-Biała
- 1991 Wystawa poplenerowa -17 Plener Jurajski – Częstochowa
- 1992 "Sacrum" – Sanit Gaultier (Francja)
- 1992 Triennale Plastyki Sacrum 1, Galerie D'Art Contemporian Du Bureau Des Expositions Artistiques – Częstochowa, Lyon
- 1992 Wystawa poplenerowa, "Sztuka na Granicy" – Kostrzyn n. Odrą
- 1993 "Sacrum" – Sanit Gaultier (Francja)
- 1993 "Sztuka Miejscem Odnalezienia Się". SIAĆ – Kraków
- 1993 "Via Crusis" – Częstochowa
- 1993 Art Polonais Contemporrain – Lourdes (Francja)
- 1993 Galeria "Candidus" – Częstochowa
- 1994 "Obraz i Metafora" – wystawa poplenerowa – Górzno '93 – Toruń, Olsztyn, Bydgoszcz
- 1994 "Siła Abstrakcji" – Galeria "Gaude Mater" – Częstochowa
- 1994 II Triennale Plastyki "Sacrum" – Częstochowa
- 1994 Ogólnopolska Wystawa. "Muzyka w Malarstwie" – Tychy
- 1994 Wystawa poplenerowa. "Sztuka na Granicy" – Kostrzyn n. Odrą
- 1995 "Obraz i Metafora* – wystawa poplenerowa – Górzno '94 – Toruń, Włocławek, Starogard Gdański
- 1995 Wystawa 50-lecie ZPAP w Częstochowie – BWA – Częstochowa
- 1995 Wystawa Malarstwa – Galeria "Art & Business" – Poznań
- 1995 Wystawa Malarstwa "Północ-Południe" – Toruń, Bydgoszcz, Olsztyn
- 1995 Wystawa poplenerowa, "Sztuka na Granicy" – Kostrzyn n. Odrą
- 1996 Wystawa Europejskiej Sztuki Sakralnej – Lyon (Francja)
- 1996 Wystawa Malarstwa "Północ-Południe" – Katowice, Tychy, Cieszyn, Bielsko-Biała
- 1996 Wystawa poplenerowa – "Plener Jurajski '96"
- 1997 Galerie des Parktheaters – Ludwigshafen (Niemcy)
- 1997 II Jesienny Salon Plastyki – Ostrowiec Świętokrzyski
- 1997 Wystawa Malarstwa "Bielska Jesień" – Bielsko-Biała
- 1997 Wystawa poplenerowa – "Plener Jurajski '97"
- 1999 AQVA FONS VITE, Konkurs Malarski -Bydgoszcz
- 1999 Wystawa poplenerowa, "Sztuka na Granicy" – Kostrzyn n. Odrą
- 2000 Galeria DAP, "Miejsce na Ziemi", Ziemia 2000 – Warszawa
- 2000 Wystawa poplenerowa, "Sztuka na Granicy" – Kostrzyn n. Odrą
- 2000 Wystawa poplenerowa. Galeria "Obok" – Tychy
- 2001 "Natura Natury" – Galeria Dzwonnica – Kazimierz Dolny
- 2002 IV Festiwal Sztuki w Kanadzie "Mein Access Gallery", ArtSpace Building – Winnipeg (Kanada)
- 2002 Wystawa poplenerowa, "Sztuka na Granicy" – Kostrzyn n. Odrą
- 2003 Galeria Anna Iglińska, Kompas – wystawa w ramach Thrid Polish Arts Festival – Monitoba (Kanada)
- 2004 Transart – Split (Chorwacja)
- 2005 Galeria "Gaude Mater" – "Z Szuflady" – Częstochowa
- 2005 Wystawa poplenerowa "Meksyk 2004" – Galeria Brama – Gliwice
- 2005 Wystawa poplenerowa "Meksyk 2004" – Galeria Sukiennice Kraków
- 2005 Wystawa poplenerowa, "Sztuka na Granicy" – Kostrzyn n. Odrą
- 2006 XVI Impersje Mikołowskie – Galeria MDK oraz Muzeum w Gliwicach – Mikołów, Gliwice
- 2006 Wystawa poplenerowa – Zaborek
- 2007 "Kolaż urodzinowy" – Konduktorownia – Częstochowa
- 2008 "Tybet" – Galeria PrzyTyCK – Tarnowskie Góry
- 2008 "Przyjaciele. Lubaszka, Miliński, Kaczmarek, Chłodziński" – KCK Kostrzyn
- 2008 "Sztuka na granicy. Kunst an der Grence" – Lebus, Niemcy
- 2009 Namaste. Indie, Nepal, Tybet – Klimczyk, Lubaszka, Jędrzejak – Galeria "J", Łódź
- 2010 Wystawa poplenerowa Indie, Nepal, Tybet – Galeria Sztuki Współczesnej, Sieradz
- 2010 Wystawa poplenerowa Indie, Nepal, Tybet – Muzeum Okręgowe Ziemi Kaliskiej w Kaliszu
- 2010 25 Impersje Mikołowskie – Galeria MDK Mikołów i BWA Olkusz
- 2011 Galleri Weibull, Vadbeak, Dania
- 2011 Wystawa poplenerowa "GAŁKOWO 2011"
- 2011 Wystawa 40x40 Galleri WEIBULL Vedbaek Dania"
- 2011 Wystawa poplenerowa "Szczecin między nami" Galeria Kapitańska i Opengallery
- 2011 Wystawa "AKWE" "Malerei ohne Grenzen" – Kolonia, Niemcy
- 2012 Wystawa poplenerowa "Szczecin między nami" Zamek Książąt Pomorskich – Szczecin
- 2015 Wystawa poplenerowa "Małe formy malarskie" – Zaborek
- 2013 Wystawa poplenerowa – Dadaj
- 2013 Wystawa poplenerowa "Bory Tucholskie" Bydgoszcz oraz Sejm RP Warszawa
- 2014 Wystawa poplenerowa – Dadaj
- 2014 "18. Międzynarodowy Plener Artystyczny Sztuka na granicy (Kunst An Der Grenze)" – Lebus (Niemcy)
- 2015 Wystawa poplenerowa – Dadaj
- 2015 Wystawa poplenerowa – Zaborek
- 2015 "11. Plener malarski Hutnicze Inspiracje ISD Huta Częstochowa" – Muzeum Częstochowskie – Częstochowa
- 2015 "X lat Zachęty w Częstochowie" – Konduktorownia – Częstochowa